# ゴールドシップ
ゴールドシップ（欧字名:Gold Ship、2009年3月6日 - ）は、日本の競走馬、種牡馬。2012年のJRA賞最優秀3歳牡馬である。
2012年の皐月賞、菊花賞、有馬記念、2013年と2014年の宝塚記念、2015年の天皇賞（春）を制覇しGIを6勝、計13勝を挙げた。
名前の由来は「黄金の船」（父名より連想）。阪神競馬場で8戦6勝と無類の強さを誇った事から「阪神巧者」と呼ばれる事がある。

## 経歴

### 誕生
2009年3月6日、北海道沙流郡日高町の出口牧場に産まれる。生産者の出口俊一によると、現役時500キログラムを超える大型馬であった母ポイントフラッグは産駒が皆大きく、常に脚元の不安に悩まされていたため、小柄な種馬であるステイゴールドを配合したが、誕生した本馬は想定に反して大きく産まれたとのことである。

### デビュー前
1歳10月から日高町にある同牧場育成拠点（旧五輪共同育成センター）に移って本格的な育成を始め、2歳1月からは北海道浦河町の吉澤ステーブルで鍛錬された。その後、当時福島県天栄村にあった吉澤ステーブル福島分場に移りデビュー前調整を進めていたが、3月11日に発生した東日本大震災で牧場が被災したため、避難のため一旦浦河町に戻り、そこからさらに石川県小松市の小松トレーニングセンターに移動した後、ようやく栗東トレーニングセンターの須貝尚介厩舎に入厩となった。
尚、同時期に須貝厩舎入りした馬にはGI3勝をあげたジャスタウェイがいる。

### 競走馬時代

#### 2歳（2011年）
7月9日の函館競馬場芝1800メートルの新馬戦で秋山真一郎を鞍上にデビュー。単勝2番人気となりレースでは後方から徐々に位置を上げて行くと、最後の直線で先に抜け出していたコスモユッカをゴール直前アタマ差で捕え、2歳コースレコードで新馬戦勝ちを飾った。
コスモス賞では単勝1.2倍の圧倒的な1番人気に支持され、道中中団でレースを進め4コーナー付近から徐々に上がって行くと最後の直線で先頭に立ち、そのまま押し切りデビュー2連勝を飾った。
重賞初挑戦となった札幌2歳ステークスでは騎手が安藤勝己に変更となった。道中後方2番手でレースを進め、後方のまま直線に入り馬群の内を突いて追い込むも、前を行くグランデッツァを捉え切れず2着に敗れた。
ラジオNIKKEI杯2歳ステークス（現・ホープフルステークス）では後方からの競馬となり、道中後方3番手追走から4コーナーで外を捲って進出を開始し最後の直線での勝負となったが、坂を上がってからしぶとく伸びを見せるも内から伸びて来たアダムスピークには届かず2着となり、2歳シーズンを4戦2勝で終えた。

#### 3歳（2012年）
クラシックシーズン初戦となる共同通信杯からは、内田博幸に乗り替わりとなった。レースでは3、4番手に付け先行し、そのまま最後の直線に向くと先行策からの逃げ切りを図るディープブリランテを残り100メートルほどで捕え、重賞初制覇となった。須貝厩舎にとっては開業4年目で重賞初勝利であり、鞍上の内田にとっては前年5月の落馬事故で負った頸椎歯突起骨折 から復帰後初の重賞勝利だった。加えて、出口牧場生産馬の重賞勝ちは1988年のアルゼンチン共和国杯を制したレジェンドテイオー以来となった。
共同通信杯後はトライアルを使わずクラシック初戦の皐月賞へ直行し、4番人気に推された。レースは、ゼロスとメイショウカドマツが競り合い、後続を大きく引き離す展開となった。本馬は最初のコーナーで最後方に位置するとそのまま馬群を追走し、3コーナーでほぼ最後方から内目のコースを選び進出して行った。このレースでは4コーナーでほとんどの馬が、荒れている上に前日の降雨でコンディションの悪い内寄りの馬場を避け、外に進路を取っていた。しかし、鞍上の内田の「外を回らされるのは避けたい」 という判断により、本馬だけは大きく開いた内へ突き抜けるように走路を取ると、4コーナーで既に6番手付近まで位置を上げ、直線では上がり3ハロンがメンバー最速となる末脚を繰り出し、後続に2馬身半の差を付けての優勝を果たした。管理調教師の須貝は騎手時代も通じて初のGI制覇となった。

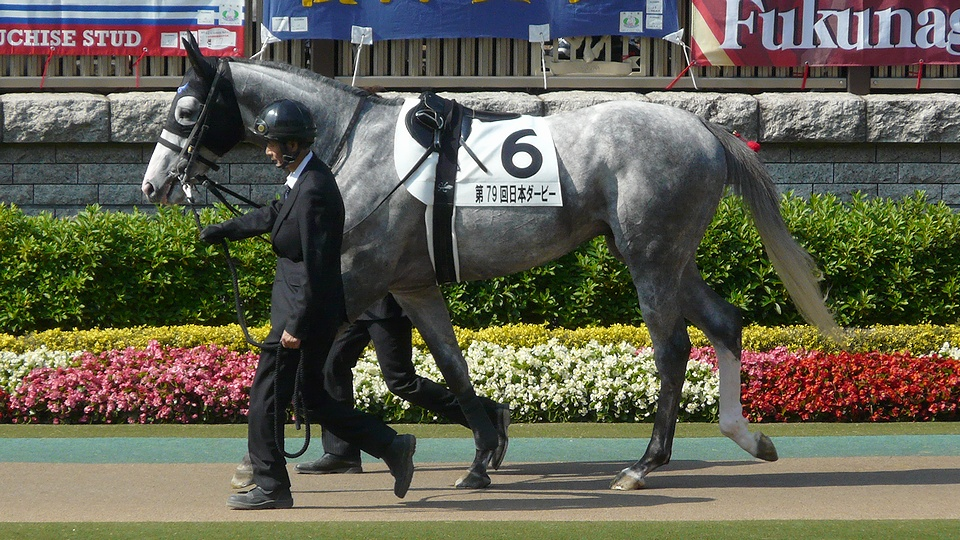
東京優駿のパドック

クラシック第二戦の東京優駿（日本ダービー）は、皐月賞で大外から追い込み2着となったワールドエース が2.5倍で1番人気に支持され、同馬に続く3.2倍の2番人気での出走となった。スタート後、鞍上が押して出るも1コーナーでインコース後方の位置取りとなり、向こう正面では外に持ち出し馬群後方に付ける展開となった。そのまま直線に向いて後方8番手付近の位置取りから、大外を追い込むも前に届かず5着に終わり、初めて連を外すこととなった。
クラシック最終戦の菊花賞に向けて秋初戦は神戸新聞杯から始動し、単勝オッズではマウントシャスタと僅差ながら2.3倍の1番人気に支持された。道中は中団やや後方に位置取って勝負どころから徐々に進出を開始し、直線半ばで外から先頭に立つと馬場の真ん中から伸びたロードアクレイムを2馬身半突き放して2分25秒2で快勝した。

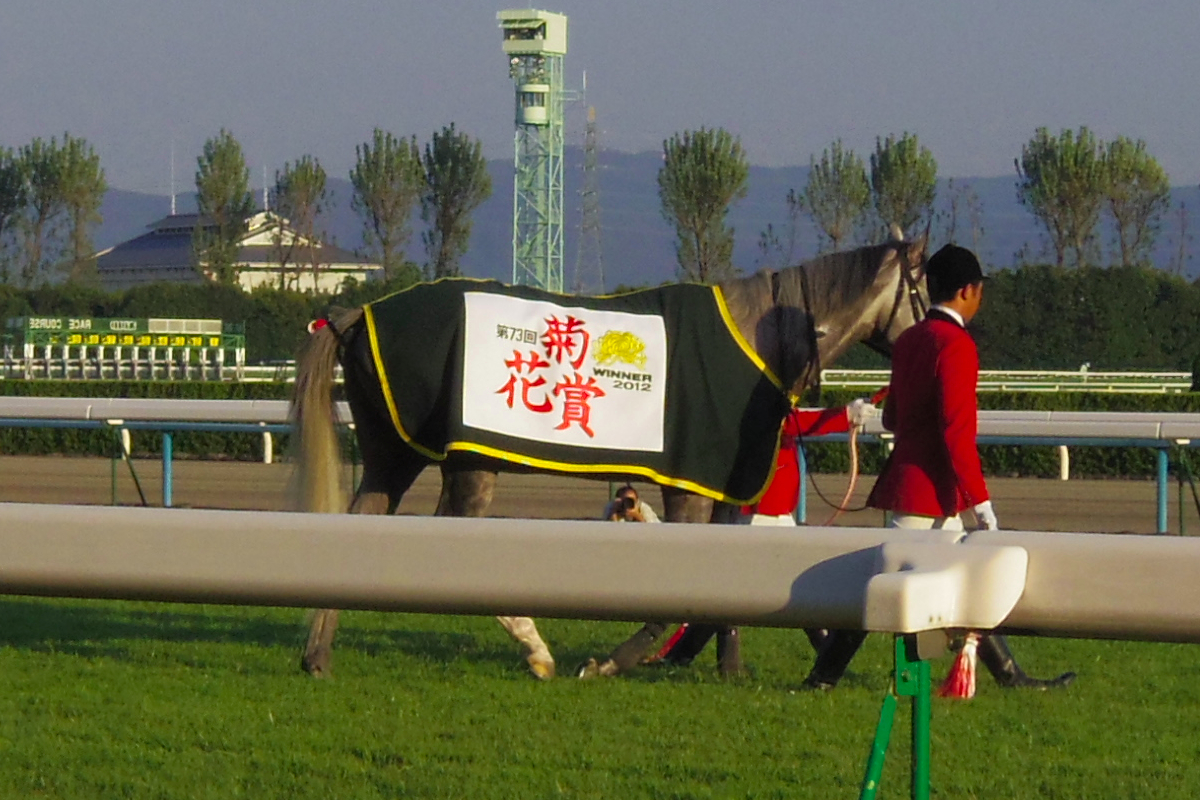
菊花賞

菊花賞では東京優駿を制したディープブリランテとの再戦が注目されたが、同馬が直前で屈腱炎を発症し出走を回避（同馬はそのまま引退）、さらに2着のフェノーメノは天皇賞（秋）へ向かい、3着のトーセンホマレボシは引退、4着のワールドエースは療養中 と、東京優駿において自身を除く掲示板入着馬が全て出走しなかったため、当日は本馬がメンバー中の実績最上位馬として認められ、単勝1.4倍の圧倒的な1番人気に推された。レースはスタートで一旦気合いを付けてから下げ、後方2番手で待機策を取った。2周目の向こう正面から進出を開始すると、2周目3コーナーの坂頂上付近で先頭集団に取り付き、4コーナーから直線入口では持ったまま先頭に立った。直線で追い始めると、後続を寄せ付けずそのまま押し切って勝利し、皐月賞に続いてクラシック二冠目を獲得した。皐月賞、菊花賞の二冠制覇は2000年のエアシャカール以来12年ぶり史上8頭目となった。

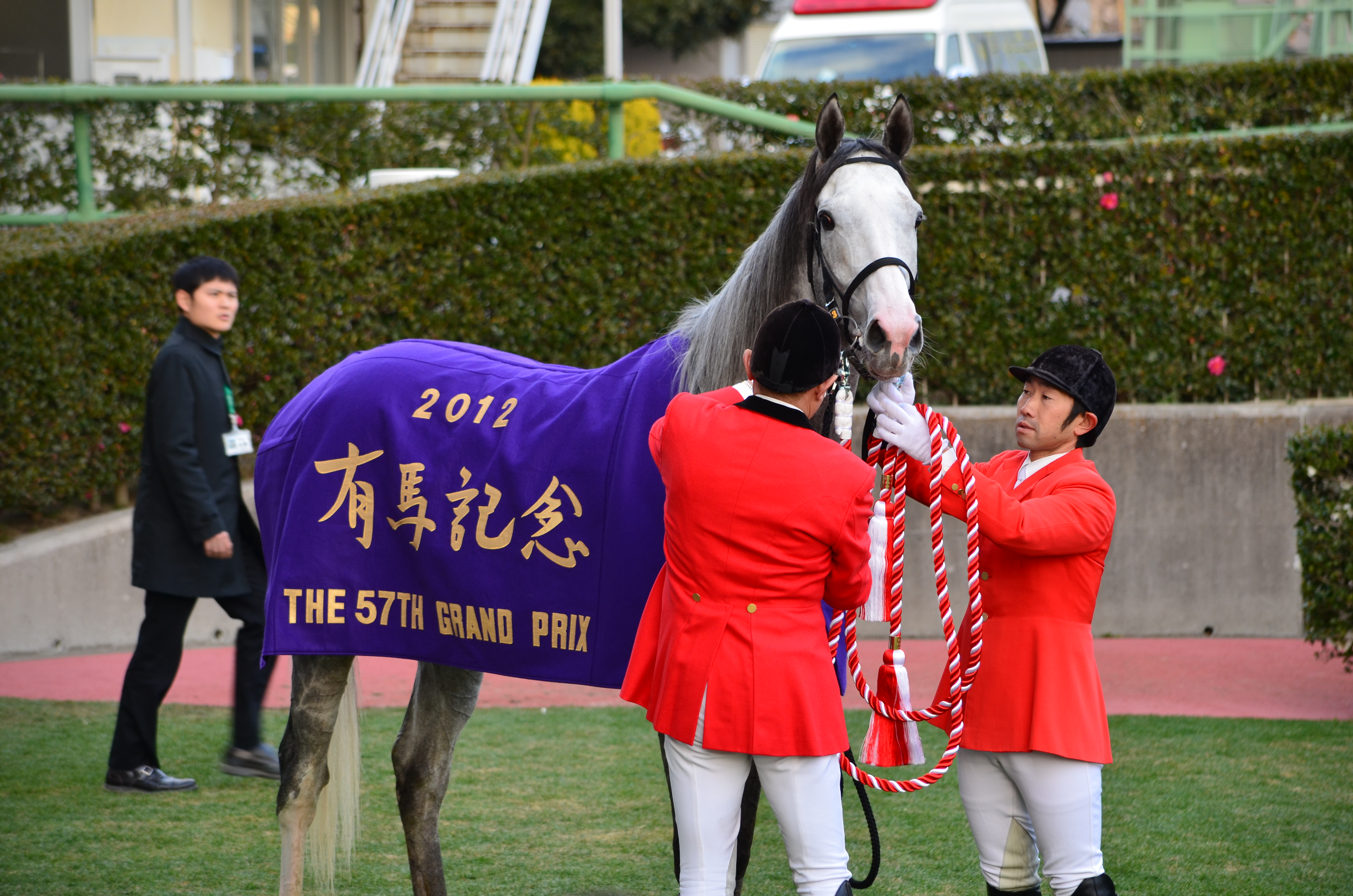
有馬記念

菊花賞の後はジャパンカップへの出走を見送って年末のグランプリ競走・有馬記念へ直行した。ファン投票では6位に推され、前年の三冠馬オルフェーヴル（ファン投票1位）と3歳ながらジャパンカップを制した三冠牝馬ジェンティルドンナ（ファン投票4位）が回避したこともあり、単勝1番人気（2.7倍）に推された。スタートで行き脚がつかず、ゲートで大きく立ち上がって出遅れたルーラーシップ共々最後方からのレースとなったが、2周目の3コーナー過ぎから進出を開始。直線に向いた時には11番手の位置にいたものの、大外から一気にエイシンフラッシュ、オーシャンブルーを交わし去り、追い込んできたルーラーシップも突き放し、2着のオーシャンブルーに1馬身半差をつけて勝利した。芦毛馬の制覇は1990年のオグリキャップ以来、2頭目（3回目）となった。
当年はGI3勝を含む6戦5勝の好成績を収め、年度代表馬には牝馬三冠とジャパンカップに優勝したジェンティルドンナが選出されたものの、満票で最優秀3歳牡馬に選出された。陣営からは2013年シーズンは国内に専念し、春は阪神大賞典から天皇賞（春）、宝塚記念のローテーションで臨むことが発表された。

#### 4歳（2013年）
古馬初戦となる阪神大賞典は少頭数9頭立てとなった。ゆったりとしたスタートから道中後方を追走し、2周目の3、4コーナーからベールドインパクトと併せる形で徐々に位置を押し上げて最後の直線で早々と先頭に立つと、追い込んでくる他馬を問題にせず、単勝1.1倍の圧倒的支持に応えた。
続く天皇賞（春）も単勝1.3倍の圧倒的な1番人気に推された。スタートから2周目の3コーナーまでは15番手前後で後方待機し、3コーナー坂の途中付近から鞍上内田が手を動かして、前を捲りに進出して行った。しかし伸びが悪く、4コーナーで既にムチが入り5、6番手で直線を迎えたものの、直線半ばで進路がとれず外に持ち出して体勢を立て直すなど直線で伸びを欠き、フェノーメノが勝利し5着に敗れた。レース後は滋賀県信楽町にある吉澤ステーブルWESTへ放牧に出された。

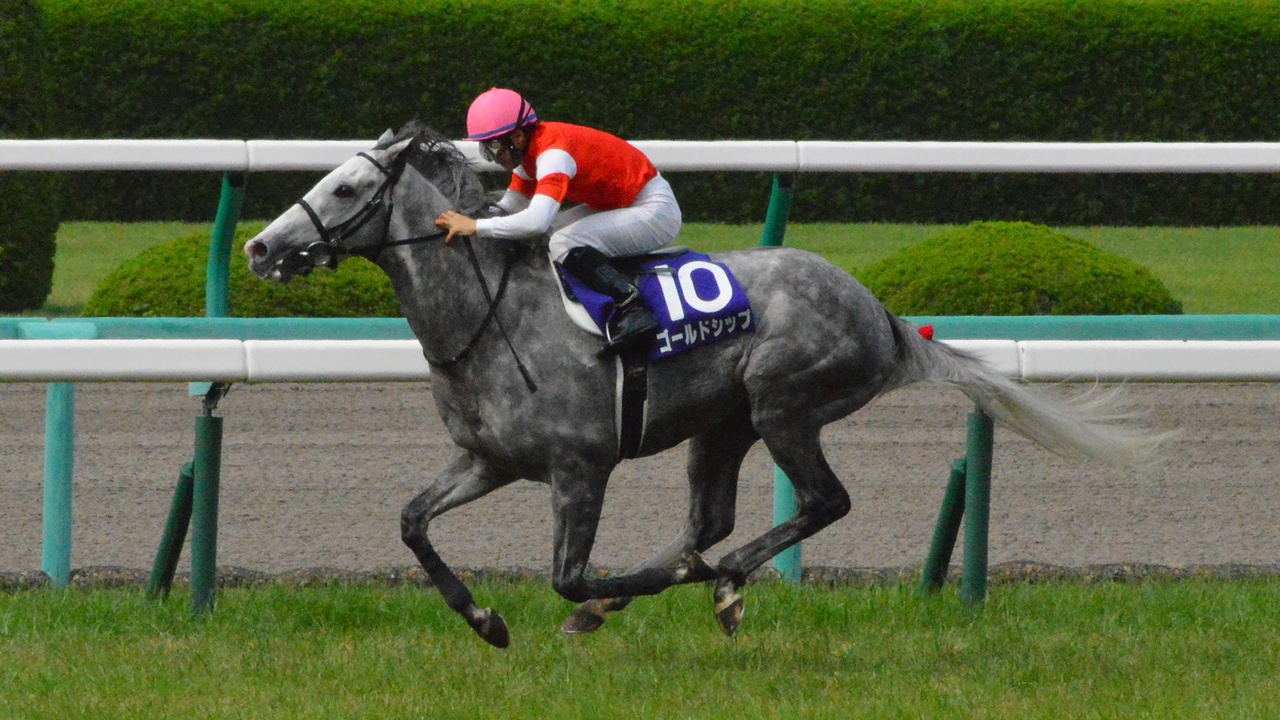
宝塚記念

宝塚記念ではファン投票2位に推された。投票1位のオルフェーヴル は運動誘発性肺出血で回避したが、同世代のジェンティルドンナ（ファン投票3位）、フェノーメノ（同4位） と共に「3強」位置づけられ、単勝はゴールドシップが単勝2.9倍、ジェンティルドンナが単勝2.4倍、フェノーメノが単勝3.2倍と人気を占めた。11頭立てでの発走となったレースは、スタート後に鞍上の内田が気合を入れて4番手に付け1コーナーを迎えた。シルポートがハイペースで大逃げし、各馬の位置取りが3コーナーまでほとんど変わらない展開の中、4番手のまま道中を進んだ。残り800メートル付近で仕掛け始め、3、4コーナーから直線にかけジェンティルドンナと併せて上がっていき、ややジェンティルドンナにぶつかるものの、直線中程までの叩き合いから残り200メートル手前で一気に伸びてジェンティルドンナを突き放すと、前で粘るダノンバラードも捉え、そのまま3馬身半差をつけて勝利しGI4勝目を挙げた。

宝塚記念
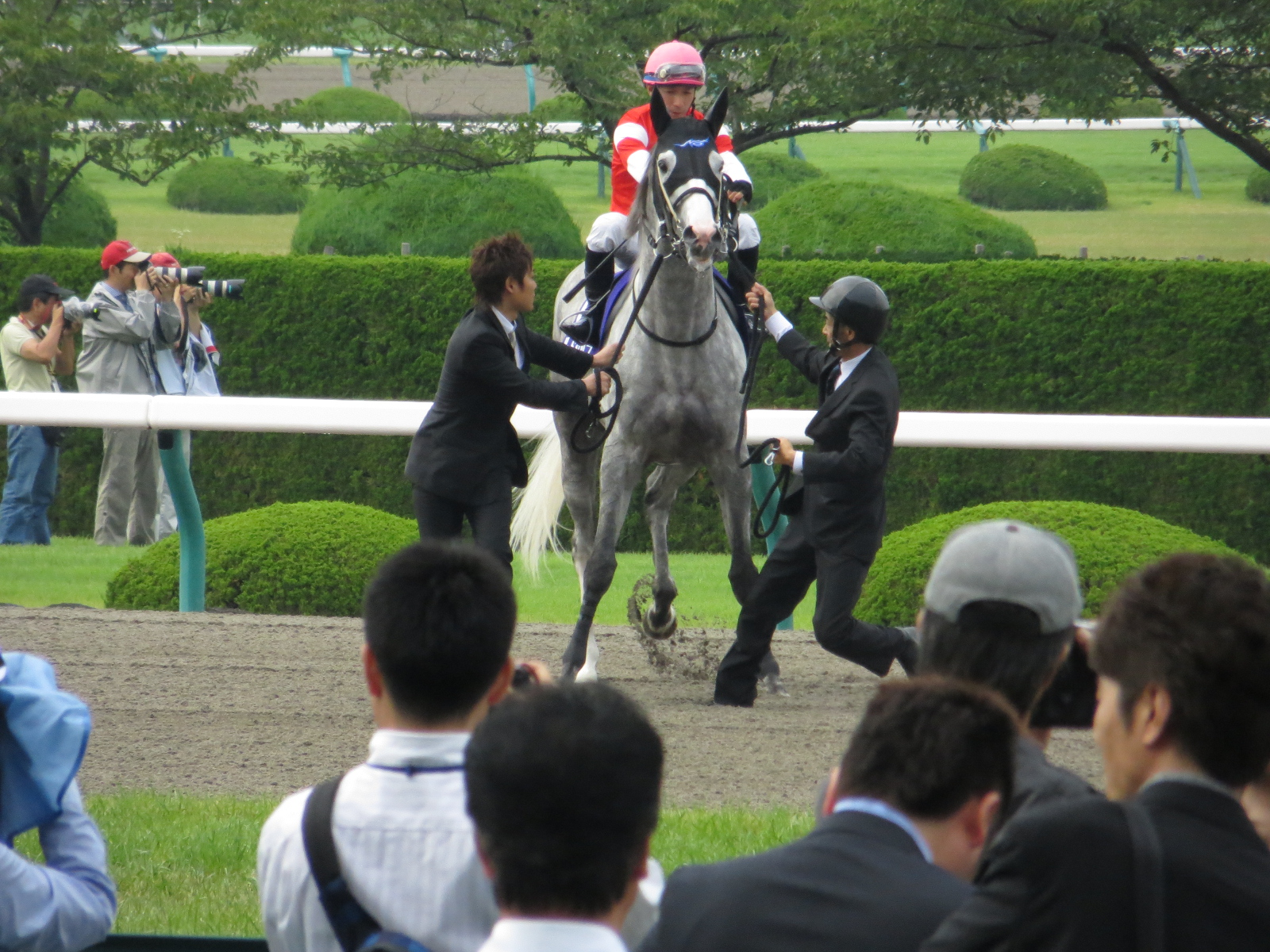
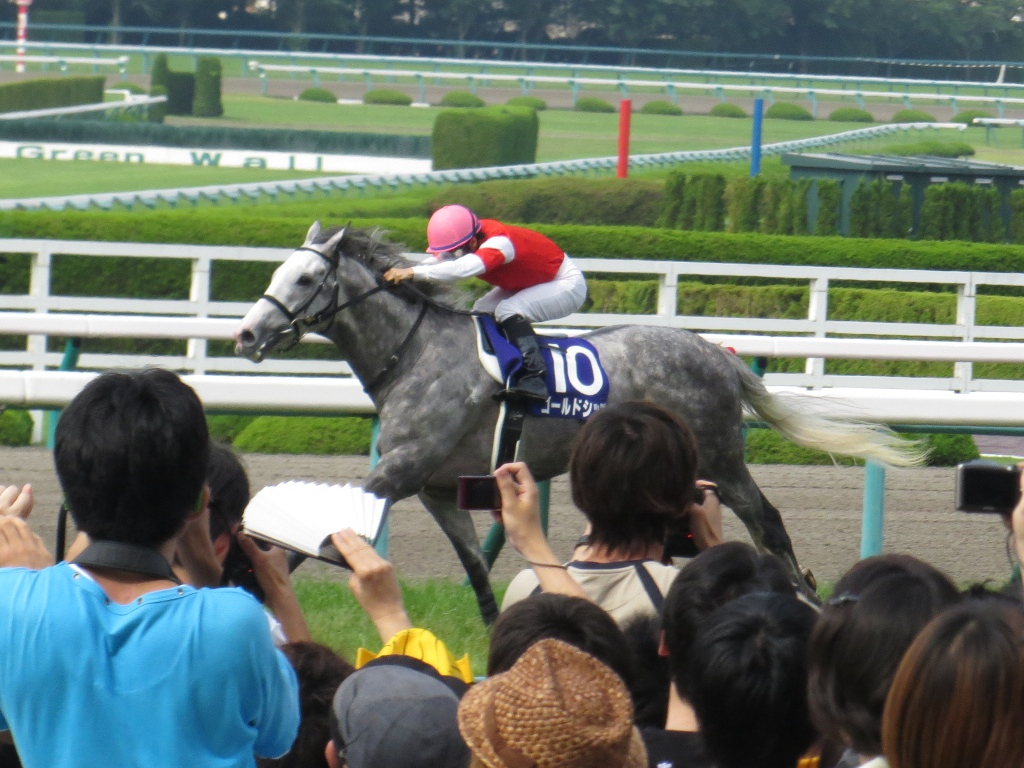
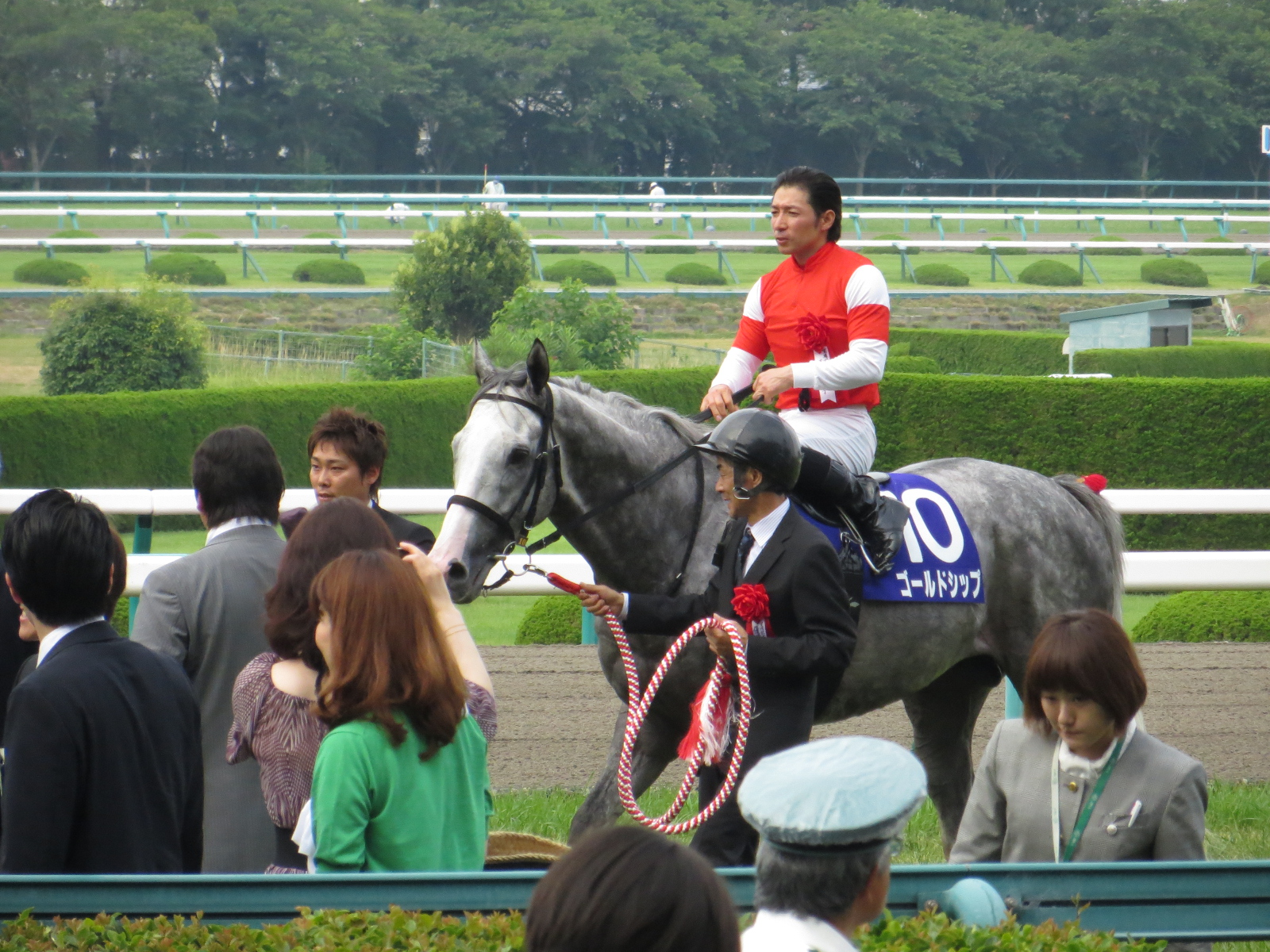

秋は京都大賞典から始動し、単勝1.2倍の圧倒的1番人気に推された。スタートはあまり良くなかったものの押して5番手付近を確保し道中を進み、3、4コーナーでさらに位置を押し上げ最後の直線で抜け出しを図るも、後ろから追い込んで来たヒットザターゲット等に交わされ5着に敗れた。
その後天皇賞（秋）を回避し、前年5着に敗れた東京優駿と同じ東京競馬場芝2400メートルで行われるジャパンカップに出走した。前年の同レース優勝馬のジェンティルドンナに次ぐ2番人気に推されたレースでは、スタート後は無理に位置を押し上げることはせず最後方からのレースとなる。3コーナーに入ってから東京優駿とは異なり早めに動きロングスパートをかけ、後方4番手付近で直線入口を迎えるが直線に入ってから全く伸びず、初の連覇を達成したジェンティルドンナとは対照的に15着と大敗。自身初の二桁着順を喫し、初めて掲示板を外すこととなった。
ファン投票では3位となった有馬記念 では、ジャパンカップの結果を受けて調教師とオーナーサイドが協議した結果騎手がライアン・ムーアに乗り替わり、更にはブリンカーを着用することとなった。当日は本レースでの引退を表明し、ゴールドシップとは最初で最後の対戦となったファン投票1位 のオルフェーヴルに次ぐ2番人気に推された。レースでは後方5番手付近を追走し3、4コーナーから徐々に進出を開始するも、後ろから大外を捲って来たオルフェーヴルに軽くかわされると、直線入口ではさらに後ろからウインバリアシオンにも前に入られ、そこから着差を詰めることができず1着のオルフェーヴルから9馬身半差、2着に1馬身半差の3着に敗れた。
結局春は2勝を挙げたものの秋は3戦全敗となり、当年を6戦2勝で終えた。大敗を喫したジャパンカップから短期間での立て直しにはある程度成功したものの、海外挑戦を明言している翌年以降に向けて課題を残す一年となった。

#### 5歳（2014年）
年明けしばらくは次走の予定、鞍上とも発表されなかったが、前年と同じく阪神大賞典から天皇賞（春）のローテーションで臨むことが3月に発表され、阪神大賞典では岩田康誠との初コンビを組むこととなった。

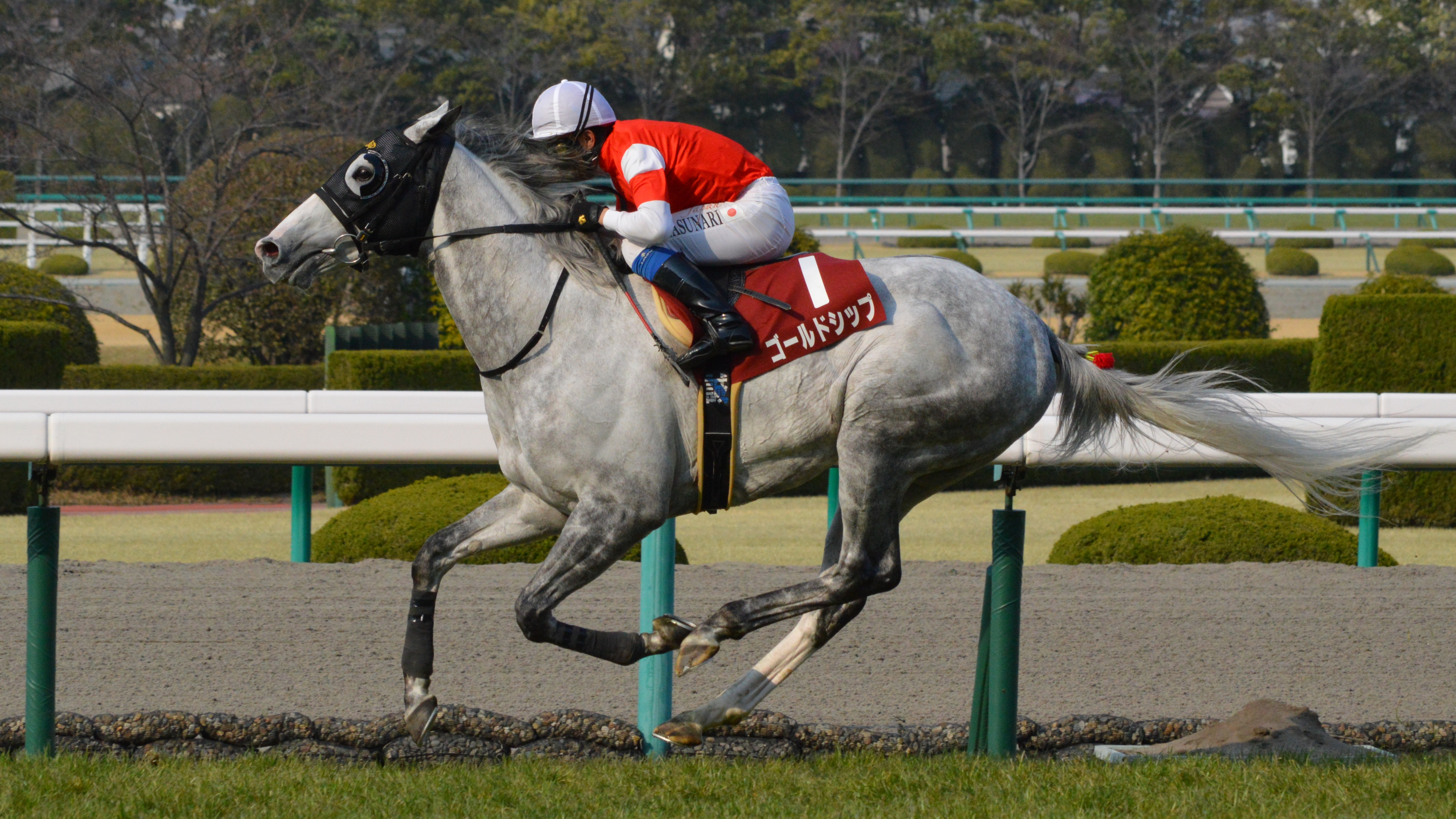
阪神大賞典

前年秋未勝利とは言え、実績の違いから阪神大賞典では単勝1.7倍の圧倒的1番人気に推された。前走同様にブリンカー着用で臨んだこのレースでは、まずまずのスタートから前目の位置を取りに行こうと押して促すと、珍しく行きたがる素振りを見せたが、逃げるバンデの後ろで落ち着かせ道中2番手で追走する。先頭から縦長の隊列のままレースは進み、2周目の3、4コーナー中間付近で後続が一気に差を詰めて来るとそれに合わせて先頭との距離を詰め、その勢いのまま直線入口で早々と先頭に立つと後続との差を更に広げ、2着に3馬身半差を付ける完勝で本レース2連覇を達成し、区切りの10勝目を飾った。
天皇賞（春）では、前走騎乗した岩田がウインバリアシオンに騎乗予定であったためクレイグ・ウィリアムズに乗り替わり、前哨戦の大阪杯でエピファネイア、メイショウマンボとの3強対決を制した前年の東京優駿優勝馬・キズナ に次ぐ2番人気に支持された。他馬の本馬場入場に先駆けてパドックから1頭先に入場し落ち着いた様子でゲート入りするも、ゲート入り後に突如立ち上がってうなり声をだすほど怒りだし、その影響でスタートでは大きく出遅れた。そのまま道中は最後方を追走し、2周目の3コーナーからウインバリアシオン、キズナの進出に合わせるように得意の捲りを見せ、最後の直線でしぶとく伸びを見せたものの、優勝したフェノーメノから離れた7着に敗れた。レース後に脚元に異変を感じたウイリアムズが下馬したが、検査を行った結果、骨に異常はなく、右の首筋から肩にかけての肉離れと診断された。

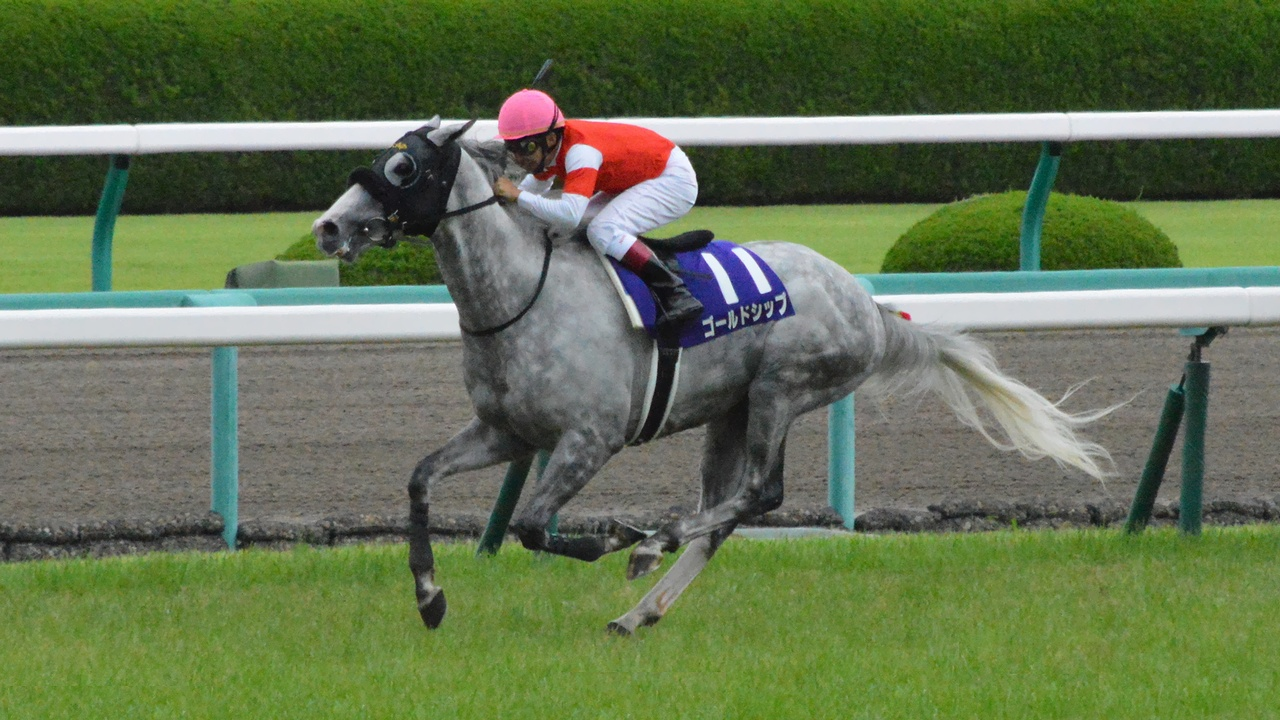
宝塚記念

幸いにも大事には至らなかったため、放牧によるリフレッシュを経て予定通り宝塚記念に向かうことになった。ファン投票では51,366票を集め、ウインバリアシオン、ジェンティルドンナらを抑えて初めて1位に支持された。鞍上にはオーナーサイドの要望で新たに横山典弘を迎え、ブリンカーに加えシャドーロールも着用し臨んだ本レースは、12頭立てと頭数こそ少ないものの、ファン投票上位3頭がいずれも出走するなど近年では珍しいハイレベルな戦いとなった。そのような中、前年優勝の実績、阪神競馬場という舞台との相性の良さ といった点を評価されて、ファン投票同様、単勝2.7倍の1番人気に推された。外枠からまずまずのスタートを切った後は一旦最後方になるも、最初のホームストレッチを利用して自らスピードに乗り、1コーナー手前までには一気に4、5番手につけてレースを進める。4コーナー手前から徐々にエンジンをかけて直線に入り残り200メートル付近で先頭に立つと、追い込みを図る後方の実力馬達を突き放して2着に3馬身差の完勝、宝塚記念連覇を達成した。鞍上の横山にとっては、1991年のメジロライアン以来となる宝塚記念優勝となった。
次走以降のローテーションについては、既に出走登録を済ませている凱旋門賞も視野に入れて関係者間で調整が行われた結果、札幌記念をステップに、僚馬のジャスタウェイと共に凱旋門賞に挑戦することが7月23日に正式に発表された。

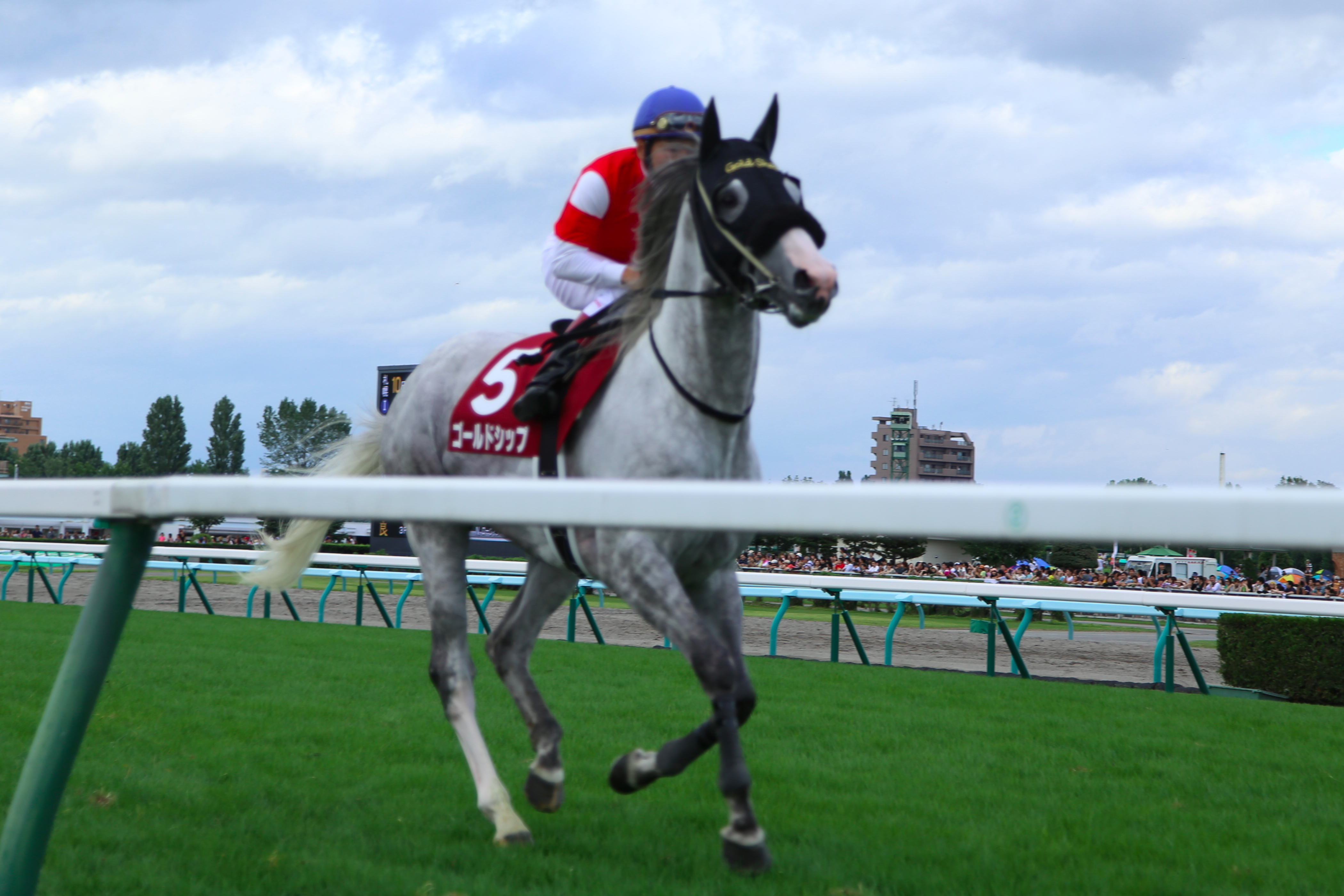
札幌記念

札幌記念に向けて放牧先から帰厩後は、一旦函館競馬場に移動して調整を行った後、札幌競馬場に入った。GI勝ち馬が4頭出走し、中でも同じく凱旋門賞挑戦を表明している当年の桜花賞優勝馬・ハープスターとの2強対決と目された札幌記念では1番人気に支持された。レースでは、まずまずのスタートを決めたが行き足が付かず、道中は離れた最後方からの競馬となった。向こう正面の残り1000メートル付近から追い出し始め、前を進むハープスターが3コーナーで仕掛けたとほぼ同時にじわじわと進出。2頭併せで他馬を捲る形で直線入口を迎え、最後は先に抜け出したハープスターとの一騎討ちの形となったが、3/4馬身及ばず2着に敗れた。
レース後、厩務員の今浪隆利はレース当日だけで6キロの馬体減があったことを明かし、栗東に戻った後は、本番に向けて馬体回復にも気を配りながらの調整が行われた。その甲斐もあり、9月13日からの検疫期間中に行われた日本における最終追い切り後には、馬体は512キロまで回復した。その後、9月20日午前10時28分にジャスタウェイ、ハープスターと共に成田国際空港から出国し、9月20日午後2時51分（現地時間、以下同）にオランダのアムステルダム・スキポール空港に到着。スキポール空港からは陸路で約8時間移動し、9月21日午前1時25分に現地滞在先であるシャンティイの小林智厩舎に到着、入厩した。
入厩後はシャンティイ調教場のリヨン坂路を中心に調教が行われた。調教は順調に進み、10月2日のシャンティイ競馬場での芝コース追い切り後には、横山から「これまでで最高の調教」、須貝から「何も言うことがない」 という言葉が出るほどであった。

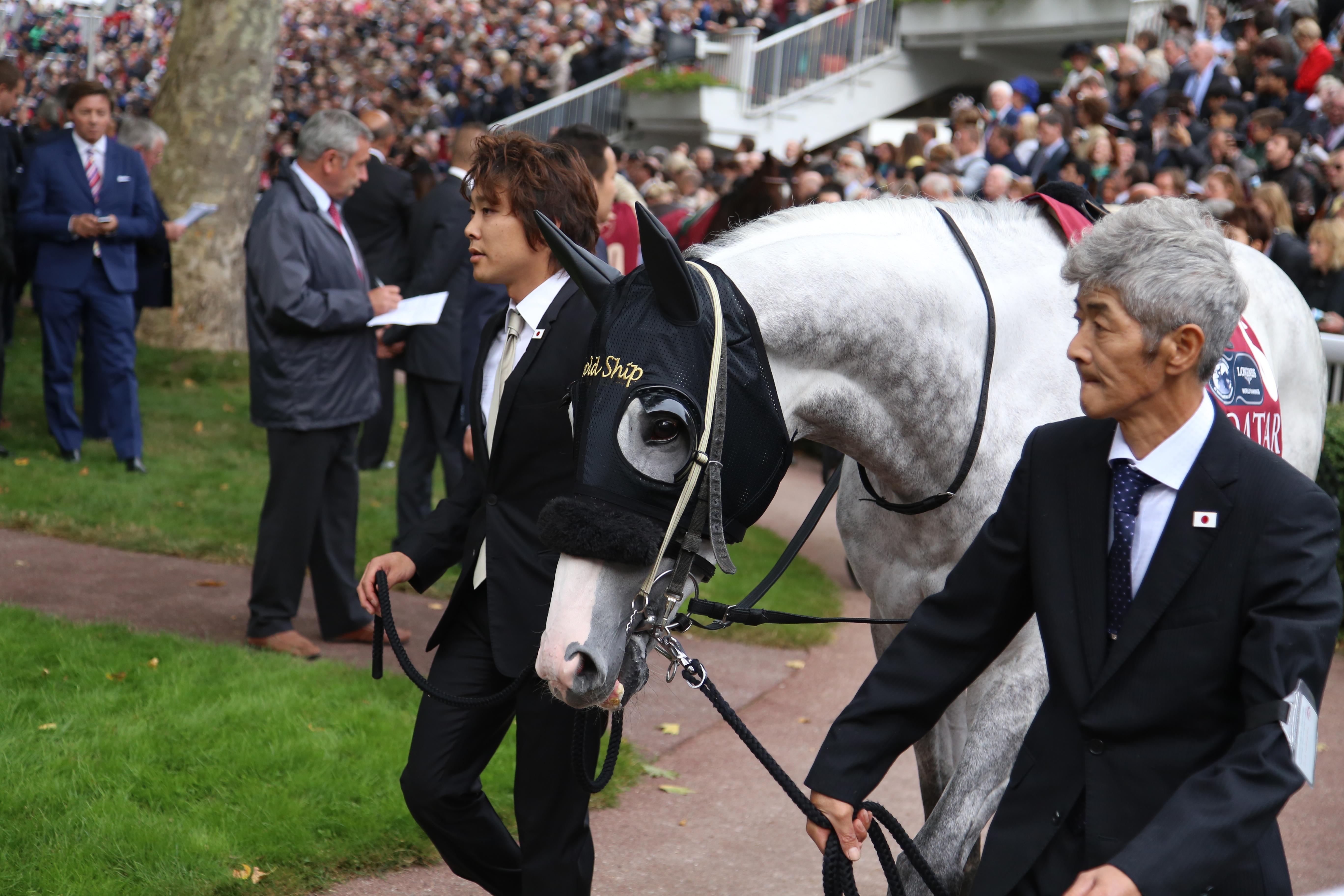
凱旋門賞

10月5日の第93回凱旋門賞には、有力馬が引退、出走回避をする中、最終的に20頭が登録を行った。札幌記念後には馬具を全て外すという話もあったが、結局前2走と同様ブリンカー・シャドーロールを付けての出走となった。2番ゲートから五分のスタートを切るもいつものように行き足が付かず、最後方からのレースを強いられる。1000メートル通過が60秒程度と凱旋門賞としてはペースが流れる展開の中、3コーナーを回り終えフォルスストレートに入ってから進出を開始すると、直線入口では大外に持ち出して直線勝負に賭けた。残り400メートル付近でチキータに内から寄られて若干スピードを落とした後もしぶとく伸びを見せたが、後方の馬をかわすのが精一杯。隣の3番ゲートからスタート後、道中は中団から前目に付け、直線では内からスムーズに突き抜けるという本馬と対照的なレース運びで連覇を達成したトレヴからは約8馬身差の14着と大敗を喫し、海外初挑戦は苦い結果に終わった。レース後のインタビューで須貝は「世界は甘くない。厳しい競馬だった。応援してくれた皆さんには申し訳ない気持ち」と語り、横山も「馬は頑張ってくれた。結果はしかたない。そんなに世界は甘くない」と振り返った。レース後、オーナーの次男小林正和は「（前目で）競馬ができるようなら、また（凱旋門賞に）挑戦することを考えます」と語り、翌年以降の現役続行と凱旋門賞再挑戦を示唆した。
その後、現地にしばらく滞在した後、ハープスター、ジャスタウェイと共に10月11日午前6時42分に成田国際空港に到着、午前9時45分に輸入検疫のため千葉県白井市の競馬学校に入厩した。着地検疫のため吉澤ステーブルWESTに移動した後は、そのまま同地で調整が行われた。帰国後の一戦にはレース間隔やコース適性を考慮してジャパンカップは回避し、有馬記念を選択。宝塚記念以降手綱を取って来た横山は主戦を務めるワンアンドオンリーに騎乗予定であったため、5走前の阪神大賞典以来となる岩田と再びコンビを組むことも併せて発表された。

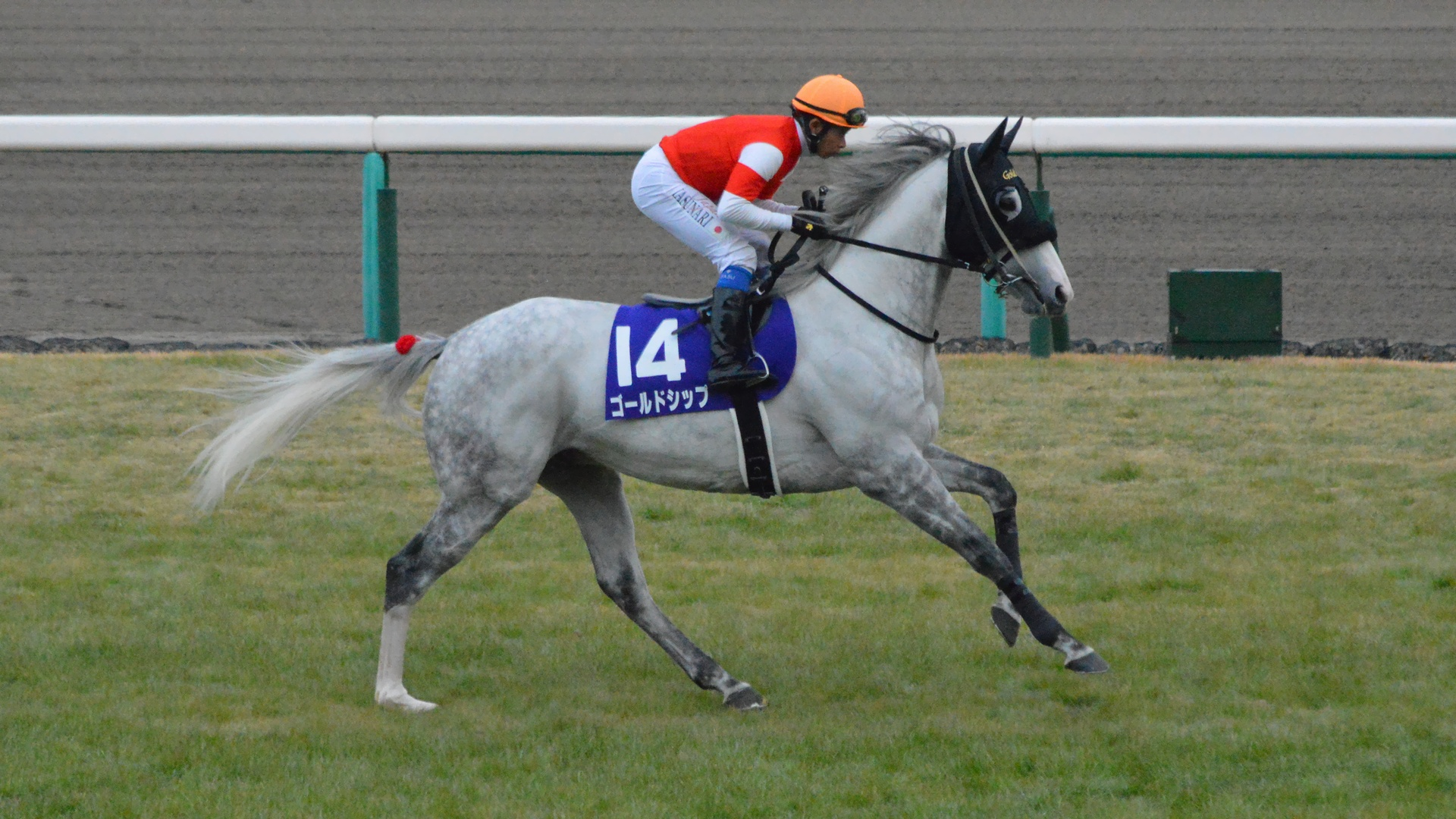
有馬記念

史上初の枠順公開抽選会の実施、GI馬10頭が集まった第59回有馬記念では、66,796票を獲得して宝塚記念に引き続きファン投票1位、単勝3.5倍の1番人気に推された。14番ゲートから久しぶりに好スタートを決めるとまず前方を伺うが、1周目のスタンド前を迎える頃には後方5、6番手に収まり、中団後方でレースを進める。1000メートル通過が63秒とスローペースとなる中、2周目の3コーナーから徐々に進出を開始。直線入口では先頭を捉える位置に付けてそこから抜け出しを図ったが、坂の途中で内から先に抜け出したジェンティルドンナには届かず、ゴール手前でトゥザワールドにもハナ差で差し返され、2年連続の3着となった。レース後岩田は、前方有利と言われるスローペースで中団からの競馬になってしまったことに対し、「スタートから4コーナーにかけて位置を取りに行けば良かった」と反省を口にし、須貝からは翌年春シーズンの最大目標を史上初の3連覇が懸かる宝塚記念と定め、改めて現役続行が明言された。
史上初の宝塚記念連覇、初の海外遠征、前年と同じく6戦2勝で当年を終えた。

#### 6歳（2015年）
有馬記念後は疲労が少ないことから放牧には出さず、引き続き岩田とのコンビでアメリカジョッキークラブカップに向かうことになった。1週前追い切りでは栗東CWコースで併走馬に大差を付ける好タイムをマークする等、好調さをアピール。中山での強さ や出走馬中唯一のGI馬であることも評価されて、当日は1.3倍の1番人気に推された。8番ゲートからまずまずのスタートを切ると、1コーナーに入る頃には後方4、5番手に付け、2コーナーでは自ら上がっていこうとするが鞍上は途中で手綱を抑え、中団に収まる。4コーナーから本格的に追い出し始めるも反応が鈍く、先団を捉えるには厳しい位置取りとなってしまい、直線でしぶとく伸びを見せるも勝ったクリールカイザーからは約4馬身差の7着に敗れた。この結果を受け、出走する可能性を残していたドバイシーマクラシックは回避し、阪神大賞典に向かうことになった。

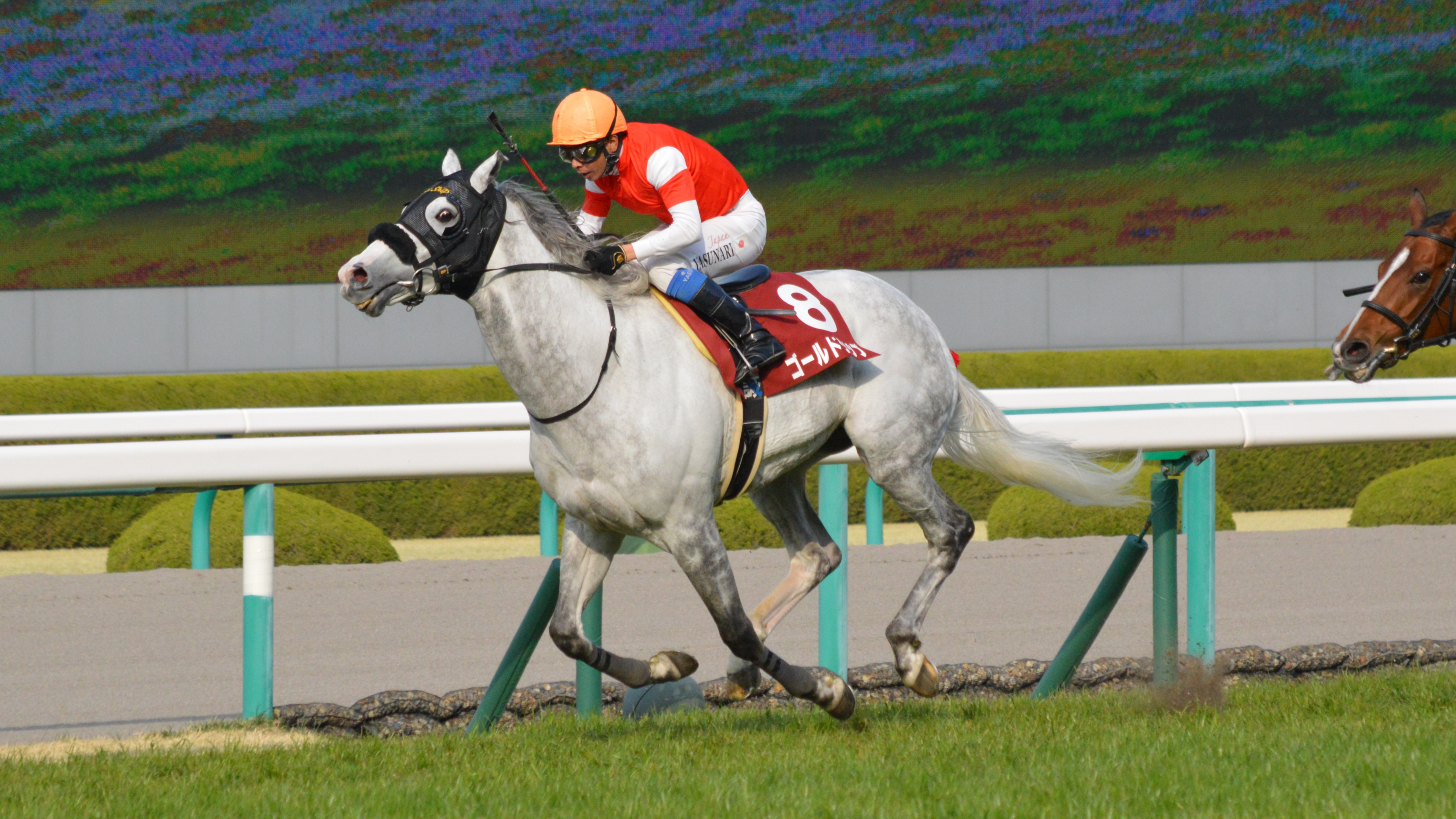
阪神大賞典

阪神大賞典では、単勝オッズ1.6倍の圧倒的な1番人気に支持された。道中では中団につけ、早めにスパートをかけて直線では先頭集団に加わり、最後は追走するデニムアンドルビーを1馬身抑えて勝利し、同レース3連覇を達成した。重賞3連覇は史上9頭目であるが、すべて1番人気であったのは3頭目、グレード制導入後では初の記録となった。また、この勝利により、ゴールドシップは史上7頭目となる重賞10勝に到達した。
天皇賞（春）では前年の有馬記念以来手綱を取ってきた岩田がアドマイヤデウスに騎乗することになり、凱旋門賞以来となる横山の騎乗で出走することとなった。ゲート入りを嫌がり、目隠しされた状態でのゲート入りとなり、スタート後は1番人気のキズナに並んでの最後方でのレースとなった。2周目の向正面で横山がゴーサインを出すと馬群の外から少しずつ前方へとまくっていった。最後の直線で先頭に立っていたカレンミロティックを抜くと、追走してきたフェイムゲームをクビ差で抑え、3度目の挑戦でついに天皇賞を制覇、6度目のGI勝利となった。4年連続でのGI勝利はJRA史上6頭目で、古馬GⅠを4年連続で制したのはアグネスデジタルに続く12年ぶり2頭目の快挙だった。なお、枠入り不良で発走時刻を4分遅らせたため、発走調教再審査が科せられた。その後行われた再審査は一度で合格している。

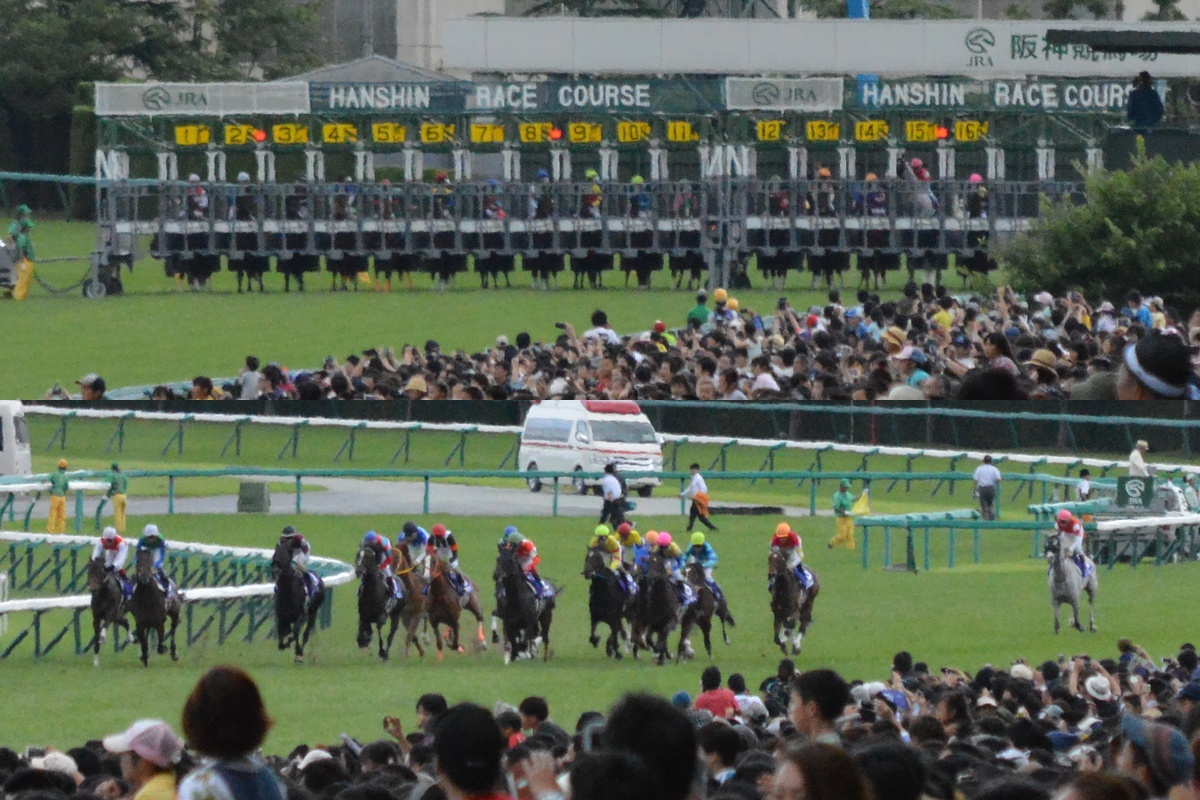
宝塚記念の出遅れ

宝塚記念では前年に続きファン投票1位を獲得。「JRA同一平地GI競走3連覇」という空前の記録を目指して出走したが、発馬直前に隣のトーホウジャッカルがうるさくしたため、ゲート内でトーホウジャッカルを威嚇するように立ち上がるなどして落ち着きを失い、さらにゲートが開けられた瞬間にも立ち上がってしまったため大きく出遅れて最後方からの追走となった。3コーナーで馬群にとりついたものの ゴール直前の勝負所でも追い上げることができず、15着の大惨敗を喫し、3連覇の記録達成はならなかった。なお、発走直前の行為が枠内駐立不良と判定されたため再び発走調教再審査が科せられた。
8月2日、翌2016年から10億円のシンジケートが組まれ、ビッグレッドファームで種牡馬入りすることが決まった。ゲート再試験後に臨んだジャパンカップでは 2013年の有馬記念以来となるブリンカー・シャドーロールを外しての素顔で出走し、前走の宝塚記念のような出来事が起こった場合は有馬記念への出走ができなくなる可能性があったものの、特に問題なくゲートを出たが、10着と凡走に終わった。
引退レースとなった12月27日の有馬記念では横山がこの年の菊花賞を制したキタサンブラックに騎乗するため、2013年のジャパンカップ以来となる内田博幸が騎乗することが報じられた。第60回有馬記念では、2011年のブエナビスタ以来となる10万票超え、前年の1.8倍、120,981票を獲得した。レースでは1番人気に支持され、残り1000mの地点でロングスパートを仕掛けて見せ場を作ったものの、直線で伸びを欠いてゴールドアクターの8着に敗れた。騎乗した内田は「最後の最後でしたし、何とかしたいと思いましたが、現実は厳しかったです」と悔しがった。中山最終レース後に、調教師の須貝、これまで騎乗した内田、横山、岩田などが出席した引退式が行われた。同日付けで、競走馬登録を抹消された。

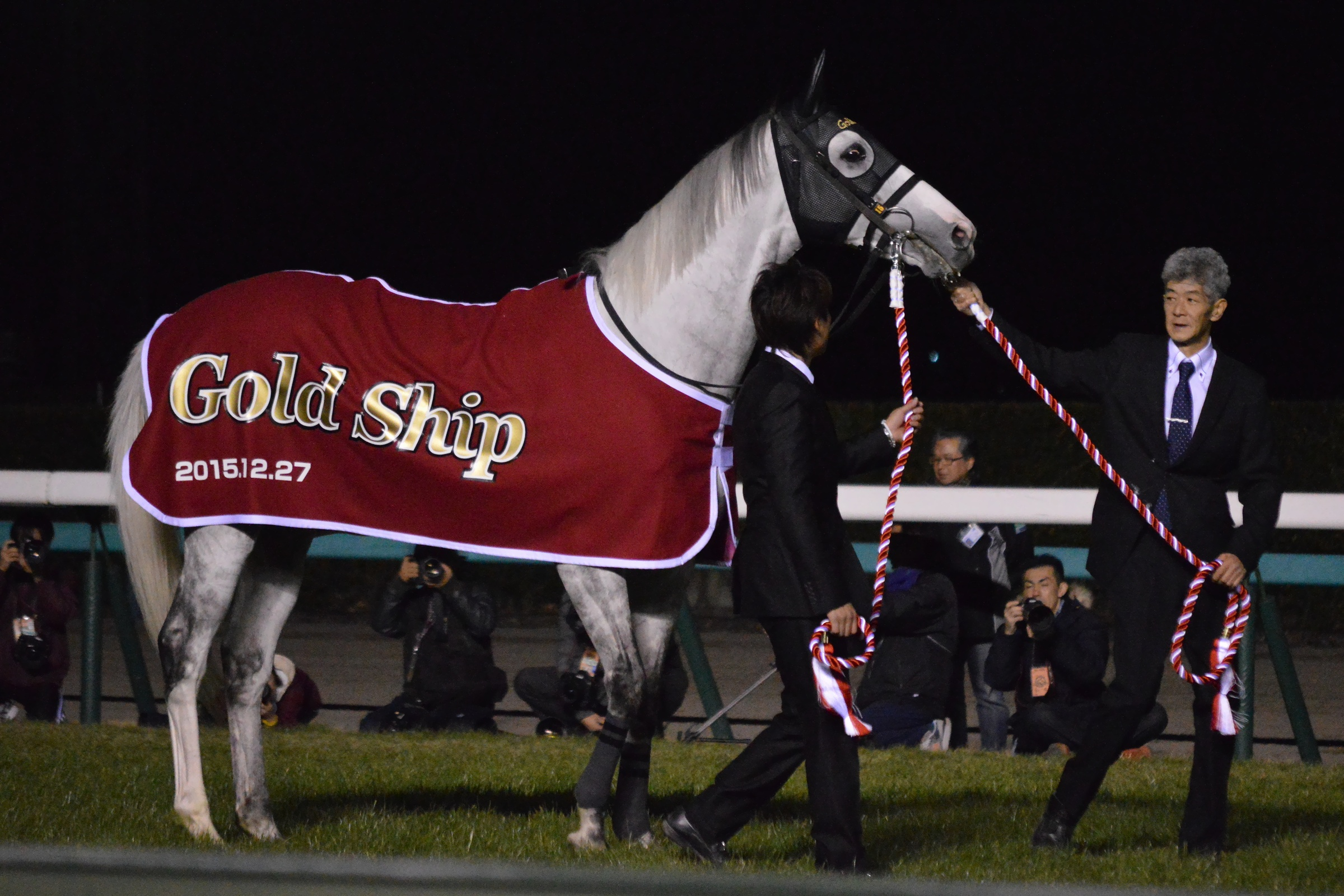
ゴールドシップと今浪隆利（右)
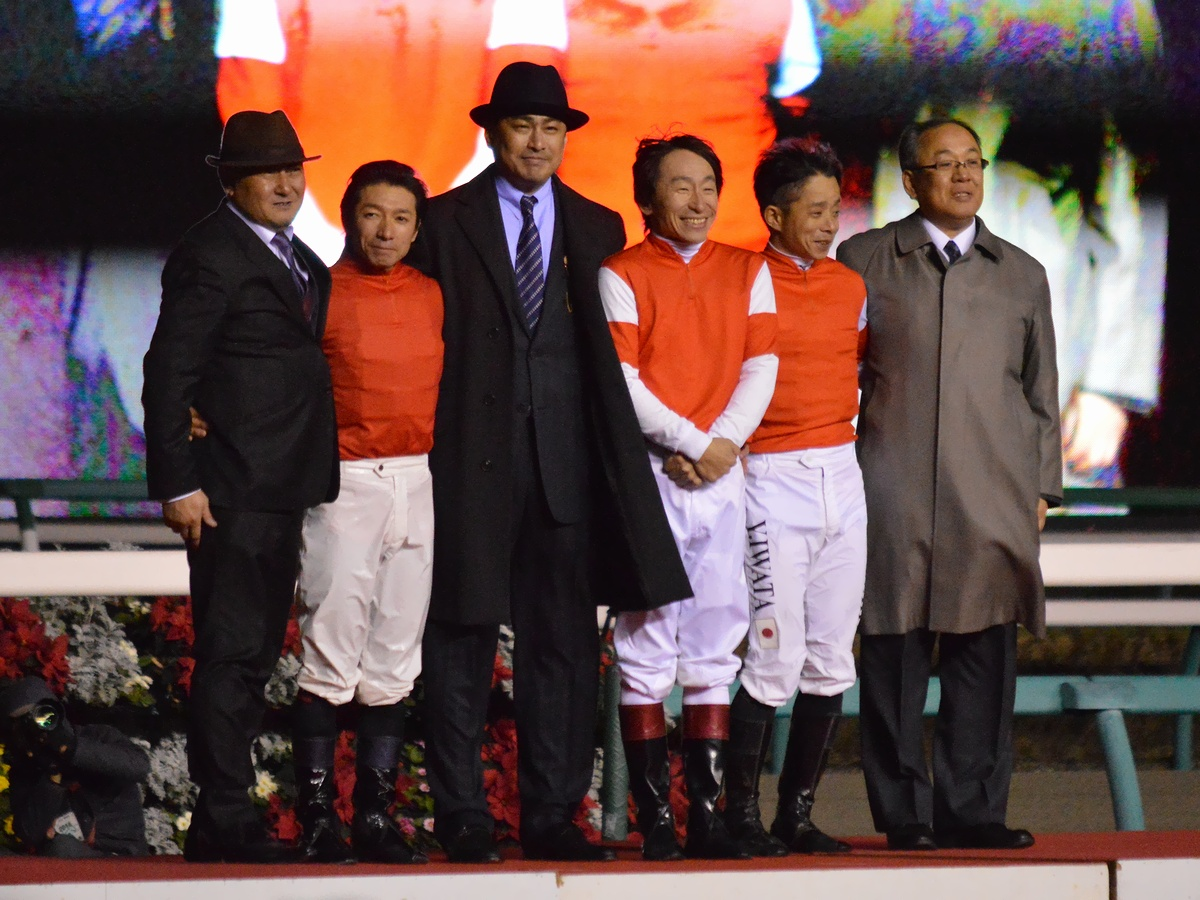
左から須貝師・内田博・小林正和（英一の次男）・横山典・岩田誠・出口俊一（出口牧場代表）

## 競走成績
以下の内容は、netkeiba.comの情報に基づく。
| 競走日     | 競馬場     | 競走名             | 格   | 距離（馬場）    | 頭 数 | 枠 番 | 馬 番 | オッズ （人気） | 着順 | タイム （上り3F） | 着差 | 騎手           | 斤量 （kg） | 1着馬（2着馬）         |
| ---------- | ---------- | ------------------ | ---- | --------------- | ----- | ----- | ----- | --------------- | ---- | ----------------- | ---- | -------------- | ----------- | ---------------------- |
| 2011.07.09 | 函館       | 2歳新馬            |      | 芝1800m（良）   | 10    | 5     | 05    | 07.0（2人）     | 01着 | R1:51.2 （34.9）  | -0.0 | 秋山真一郎     | 54          | （コスモユッカ）       |
| 0000.09.10 | 札幌       | コスモス賞         | OP   | 芝1800m（良）   | 08    | 4     | 04    | 01.2（1人）     | 01着 | R1:53.6 （36.5）  | -0.1 | 秋山真一郎     | 54          | （ニシノカチヅクシ）   |
| 0000.10.01 | 札幌       | 札幌2歳S           | GIII | 芝1800m（稍）   | 13    | 5     | 06    | 04.5（2人）     | 02着 | R1:50.9 （35.6）  | -0.1 | 安藤勝己       | 55          | グランデッツァ         |
| 0000.12.24 | 阪神       | ラジオNIKKEI杯2歳S | GIII | 芝2000m（良）   | 16    | 2     | 03    | 05.9（3人）     | 02着 | R2:02.6 （35.3）  | -0.2 | 安藤勝己       | 55          | アダムスピーク         |
| 2012.02.12 | 東京       | 共同通信杯         | GIII | 芝1800m（良）   | 11    | 3     | 03    | 04.1（2人）     | 01着 | R1:48.3 （33.3）  | -0.3 | 内田博幸       | 57          | （ディープブリランテ） |
| 0000.04.15 | 中山       | 皐月賞             | GI   | 芝2000m（稍）   | 18    | 7     | 14    | 07.1（4人）     | 01着 | R2:01.3 （34.6）  | -0.4 | 内田博幸       | 57          | （ワールドエース）     |
| 0000.05.27 | 東京       | 東京優駿           | GI   | 芝2400m（良）   | 18    | 3     | 06    | 03.1（2人）     | 05着 | R2:24.0 （33.8）  | -0.2 | 内田博幸       | 57          | ディープブリランテ     |
| 0000.09.23 | 阪神       | 神戸新聞杯         | GII  | 芝2400m（良）   | 15    | 8     | 14    | 02.3（1人）     | 01着 | R2:25.2 （34.5）  | -0.4 | 内田博幸       | 56          | （ロードアクレイム）   |
| 0000.10.21 | 京都       | 菊花賞             | GI   | 芝3000m（良）   | 18    | 1     | 01    | 01.4（1人）     | 01着 | R3:02.9 （35.9）  | -0.3 | 内田博幸       | 57          | （スカイディグニティ） |
| 0000.12.23 | 中山       | 有馬記念           | GI   | 芝2500m（良）   | 16    | 7     | 13    | 02.8（1人）     | 01着 | R2:31.9 （34.9）  | -0.2 | 内田博幸       | 55          | （オーシャンブルー）   |
| 2013.03.17 | 阪神       | 阪神大賞典         | GII  | 芝3000m（良）   | 09    | 7     | 07    | 01.1（1人）     | 01着 | R3:05.0 （36.8）  | -0.3 | 内田博幸       | 57          | （デスペラード）       |
| 0000.04.28 | 京都       | 天皇賞（春）       | GI   | 芝3200m（良）   | 18    | 4     | 08    | 01.3（1人）     | 05着 | R3:15.1 （37.0）  | -0.9 | 内田博幸       | 58          | フェノーメノ           |
| 0000.06.23 | 阪神       | 宝塚記念           | GI   | 芝2200m（良）   | 11    | 8     | 10    | 02.9（2人）     | 01着 | R2:13.2 （35.2）  | -0.6 | 内田博幸       | 58          | （ダノンバラード）     |
| 0000.10.06 | 京都       | 京都大賞典         | GII  | 芝2400m（良）   | 13    | 8     | 12    | 01.2（1人）     | 05着 | R2:23.2 （34.8）  | -0.3 | 内田博幸       | 58          | ヒットザターゲット     |
| 0000.11.24 | 東京       | ジャパンC          | GI   | 芝2400m（良）   | 17    | 7     | 13    | 03.4（2人）     | 15着 | R2:27.5 （34.7）  | -1.4 | 内田博幸       | 57          | ジェンティルドンナ     |
| 0000.12.22 | 中山       | 有馬記念           | GI   | 芝2500m（良）   | 16    | 7     | 14    | 04.4（2人）     | 03着 | R2:33.8 （37.8）  | -1.5 | R.ムーア       | 57          | オルフェーヴル         |
| 2014.03.23 | 阪神       | 阪神大賞典         | GII  | 芝3000m（良）   | 09    | 1     | 01    | 01.7（1人）     | 01着 | R3:06.6 （34.5）  | -0.6 | 岩田康誠       | 58          | （アドマイヤラクティ） |
| 0000.05.04 | 京都       | 天皇賞（春）       | GI   | 芝3200m（良）   | 18    | 4     | 08    | 04.3（2人）     | 07着 | R3:15.6 （34.2）  | -0.5 | C.ウィリアムズ | 58          | フェノーメノ           |
| 0000.06.29 | 阪神       | 宝塚記念           | GI   | 芝2200m（良）   | 12    | 8     | 11    | 02.7（1人）     | 01着 | R2:13.9 （35.2）  | -0.5 | 横山典弘       | 58          | （カレンミロティック） |
| 0000.08.24 | 札幌       | 札幌記念           | GII  | 芝2000m（良）   | 14    | 4     | 05    | 01.8（1人）     | 02着 | R1:59.2 （35.3）  | -0.1 | 横山典弘       | 57          | ハープスター           |
| 0000.10.05 | ロンシャン | 凱旋門賞           | G1   | 芝2400m （bon） | 20    |       | 06    |                 | 14着 |                   |      | 横山典弘       | 59.5        | Treve                  |
| 0000.12.28 | 中山       | 有馬記念           | GI   | 芝2500m（良）   | 16    | 7     | 14    | 03.5（1人）     | 03着 | R2:35.4 （33.9）  | -0.1 | 岩田康誠       | 57          | ジェンティルドンナ     |
| 2015.01.25 | 中山       | AJCC               | GII  | 芝2200m（良）   | 17    | 4     | 8     | 01.3（1人）     | 07着 | R2:14.1 （34.4）  | -0.5 | 岩田康誠       | 58          | クリールカイザー       |
| 0000.03.22 | 阪神       | 阪神大賞典         | GII  | 芝3000m（良）   | 10    | 7     | 8     | 01.6（1人）     | 01着 | R3:05.9 （35.5）  | -0.2 | 岩田康誠       | 58          | （デニムアンドルビー） |
| 0000.05.03 | 京都       | 天皇賞（春）       | GI   | 芝3200m（良）   | 17    | 1     | 01    | 04.6（2人）     | 01着 | R3:14.7 （35.0）  | -0.0 | 横山典弘       | 58          | （フェイムゲーム）     |
| 0000.06.28 | 阪神       | 宝塚記念           | GI   | 芝2200m（良）   | 16    | 8     | 15    | 01.9（1人）     | 15着 | R2:15.6 （35.1）  | 1.2  | 横山典弘       | 58          | ラブリーデイ           |
| 0000.11.29 | 東京       | ジャパンC          | GI   | 芝2400m（良）   | 18    | 6     | 12    | 04.7（2人）     | 10着 | R2:25.1 （34.5）  | 0.4  | 横山典弘       | 57          | ショウナンパンドラ     |
| 0000.12.27 | 中山       | 有馬記念           | GI   | 芝2500m（良）   | 18    | 8     | 15    | 04.1（1人）     | 08着 | R2:33.3 （35.2）  | 0.3  | 内田博幸       | 57          | ゴールドアクター       |

- タイム欄のRはレコード勝ちを示す

## 種牡馬時代
引退式後にビッグレッドファーム鉾田で静養ののち、2016年1月6日にビッグレッドファームに到着。種付け料は受胎条件で250万円に設定された。供用初年度の2016年は109頭の繁殖牝馬に種付けを行い、翌2017年に79頭が誕生した。同年7月のセレクトセール当歳部門では、そのうちの1頭であるマイジェンの2017が里見治によって5000万円で落札される。同年9月2日には札幌競馬場に来場し、当日の全レース終了後にパドックでお披露目された。
2019年から産駒がデビューし、7月14日の函館競馬場における新馬戦においてマイジェンの2017ことサトノゴールド が武豊を鞍上に勝利し、これが産駒初勝利となった。サトノゴールドは父と同じ須貝厩舎の管理馬であり、担当厩務員も同じく今浪隆利である。
2019年8月31日の札幌2歳ステークスをブラックホールが制して産駒の重賞初勝利を達成。2着にはサトノゴールドが入線した。
2021年5月23日の優駿牝馬をユーバーレーベンが制して産駒のGI級競走初制覇を果たした。
2025年6月15日の宝塚記念をメイショウタバルが制して父子制覇を果たした。

### 主な産駒
太字はGI競走を示す

#### GI級競走優勝馬
- 2018年産
  - ユーバーレーベン（2021年優駿牝馬）[135]
  - マイネルグロン（2023年東京ハイジャンプ、中山大障害、2024年阪神スプリングジャンプ）[137]
- 2021年産
  - メイショウタバル（2024年毎日杯、神戸新聞杯、2025年宝塚記念）

#### グレード制重賞優勝馬
- 2017年産
  - ブラックホール（2019年札幌2歳ステークス）[133][134]
  - ウインキートス（2021年目黒記念）
  - ウインマイティー（2022年マーメイドステークス）
- 2020年産
  - ゴールデンハインド（2023年フローラステークス）[138]
  - フェアエールング(2025年小倉牝馬ステークス)
  - マイネルエンペラー（2025年日経賞）
- 2021年産
  - コガネノソラ（2024年クイーンステークス）

## 特徴
本節では、ゴールドシップの特徴を、身体面や気性面などから記述する。

### 身体面
ゴールドシップの馬体は後肢の繋ぎ が顕著に緩く、高速回転が苦手 で、スタート時や勝負所でゴーサインを送られた時もこの緩さが災いして、ダッシュが利かないという馬体の構造から先行策が難しく後方からのレースが多かった。また、レコード決着をするようなレースにも不向きだった。コースでも東京競馬場で行われたレースで勝利したのは3歳時の共同通信杯のみと同競馬場でのレースを苦手としたが、これも馬体や繋ぎの緩さからトップスピードになかなか乗れず、勝負所で置かれてしまうため、東京や京都競馬場でのここ一番のレースで勝ちきれなかった。反対に中山競馬場・阪神競馬場では残り200メートル地点での急坂で他馬が失速することが多い中、ゴールドシップは強靭で柔らかく収縮力のある筋力を持ち、大きなストライドで加速できた ため、直線でもバテずに末脚を伸ばすことが可能 となり、中山においても追い込みや捲りが届いた。
岡田繁幸（ゴールドシップが種牡馬入りした繋養先のビッグレッドファームのグループ代表）は、次のように述べている。
さらに、岡田は、体形やパーツを見ると決して長距離向きではない。脚先のスナップを利かせて筋肉の力を借りなくても推進できるのが長距離向きだが、ゴールドシップはスナップを利かせて走れないつくりをしている。それでも勝てたのは、持って生まれた身体能力と基礎体力の高さに他ならず、得意でもない距離で勝つのが名馬であると述べている。現役時代の起伏の激しい競走成績につながった身体的な一因は、道中の位置取りやコース形態、後肢の繋ぎの緩さなどの要因が重なった結果だった。

### 気性面
この節では、ゴールドシップの父ステイゴールド譲りの気性の激しさについて、関係者からの証言や出走競走の距離・間隔・頭数から記述する。

#### 関係者からの証言
ゴールドシップは、所属する須貝厩舎に入厩した当時は大人しくしていたが、3歳の共同通信杯を前に荒々しさが目覚めた。最終追い切り後厩舎へ戻る途中、調教助手の北村浩平を振り落として右肩脱臼の大怪我を負わせ、手綱を引く厩務員の今浪隆利を何度も振り回した。さらに、管理調教師の須貝によく噛みつき、須貝はシャツを破られたり肩に痣を作ったこともあった。これらについて、引退後の雑誌のインタビューで須貝は「真面目な時もあるかと思えば、変なことをして…。気が休まることがなかった。最後の年（2015年）は円形脱毛症になってしまったよ。在厩している頃は、色々と考えさせられていたんだろうね」と証言している。また、全28戦の中で印象に残っているレースは、という問に対して真っ先に挙げたのが、スタートで大きく出遅れて15着に惨敗した2015年の宝塚記念を挙げた。須貝は「『まさか、ここでやるか?』しかなかったね。この馬だけは本当に分からない。そう思ったよ」と述べている。
今浪によるとゴールドシップはデビュー時の函館滞在時から他の馬を蹴りに行くことで有名だったといい、4歳春の時点で行われたインタビューで「3歳の春までは僕が乗って厩舎周りでも運動できたけど、今はとてもできません。曳き運動中も神経質で、他の馬を警戒しながら歩いています」と証言している。また、今浪は「3歳になって共同通信杯を使う前に、何があったか分からないけどすごく暴れた。その日からだね、シップとの闘いが始まったのは」と証言した。さらに、今浪は「危ない目には何度も遭いましたよ。大きな怪我をしていないのが不思議なくらいだけど、手綱を持っていて暴れたらぶら下がっているだけだから、下手に反抗するより黙って振り回されれば、怪我することは少ない。馬は1万馬力というけれど、こいつは10万馬力くらいのパワーを持っていたね。とにかく、放馬させないことだけに専念していました」とも証言している。
オーナーの小林英一は「全く手がかからない馬で、後々話題になるような気性の悪さは全く見せていませんでしたね」と、生まれ故郷の出口牧場でゴールドシップを見た時に、そう証言している。放送作家でフリーライターの島田明宏が雑誌に掲載したエッセーで、2014年宝塚記念勝利後に騎乗した横山典弘が「馬の気持ちを大切にすることを一番に考えました。最後まで『頑張ってください』とお願いしながら乗りました」と述べたことを聞き、私はこの馬の本当の難しさを知ったように思ったと掲載した。また岡田は、ゴールドシップの気性について次のように述べている。
その後岡田は、父・ステイゴールドとの相違点について聞かれ、やはり悍性（気が強くてたけだけしいさま）が強い点は似ているけど、ステイゴールドの方がわがままで、ゴールドシップは激しいだけじゃなくて『頭がいい』。自己中心的なステイゴールドとは違い、ゴールドシップは『深く物事を理解している』。それは母の父・メジロマックイーンから来るのだと思うと述べ、さらに、2015年の宝塚記念でスタート直前にゲート内で立ち上がって大きく出遅れたことについては、隣の馬（トーホウジャッカル）が騒いだことに怒って立ち上がった、普通の馬はそんなことしないが「自分が王者」だと思っているから、こうしたことをする。けんかを売られたと思い、それに応じたのは、感性が鋭い故のことで、これもゴールドシップの個性だと述べている。

#### 出走競走の距離・間隔・頭数から
ゴールドシップの気性の難しさについては、後年井崎脩五郎が雑誌に掲載したエッセーで、出走競走の距離・間隔・頭数から分析している。その中で井崎は、芝良2000 - 2500メートル戦のレース中のペース、デビュー戦後のレース間隔、芝2500メートル以内の出走頭数から、それについて分析をしており（下記の【】内の数字は左から、1、2、3着、4着以下）、
芝良2000 - 2500メートル戦（フランス凱旋門賞を除く）15戦の1200メートル通過タイム別成績
- 1分13秒6以内…7戦して【3 1 1 2】勝率.429
- 1分13秒8以上…8戦して【1 1 1 5】勝率.125

デビュー戦後27戦のレース間隔別成績
- 3 - 4週間…5戦して【1 1 1 2】勝率.200
- 6 - 8週間…12戦して【5 1 0 6】勝率.416
- 2ヶ月以上…10戦して【6 1 1 2】勝率.600

芝2500メートル以内21戦の出走頭数別成績
- 8 - 12頭…5戦して【5 0 0 0】勝率1.000
- 13 - 15頭…4戦して【1 2 0 1】勝率.250
- 16頭以上…12戦して【2 1 2 7】勝率.166

となっている。
ゴールドシップが好成績を収めたのは、芝2500メートル以内では（良馬場で）1200メートル通過タイム1分13秒6以内かつ、レース間隔が2ヶ月以上かつ、出走頭数が8 - 12頭以内ということになる。また、上記に当てはまらないデビュー戦から4戦目のラジオNIKKEI杯2歳ステークスを除いた1800メートルのレース4戦は、3勝2着1回とパーフェクト連帯で、この頃はまだ優等生な成績。また、3000メートル以上のレースでは、5勝着外2回で、比較的鷹揚に構えていられるのか、多頭数だった菊花賞（18頭）や2015年の天皇賞（春）（17頭）は、破天荒なレース振りを発揮して勝利を収めている。なお、3連覇した阪神大賞典は全て10頭以下だった。
ところが、同条件で1200メートル通過タイム1分13秒8以上になると、レース間隔が3 - 4週間になると、出走頭数16頭以上になると、途端に成績が悪くなっている。これについて井崎は、「イライラしたり、不平不満を噴出すタイプ」だと述べている。また、井崎は分析した3項目に対するゴールドシップの気持ちについて、ペースが遅いと「どうしてこんな遅いペースに俺が付き合わなきゃいけないんだ!もっと思いっきり自由に駆けさせろ!」と、レース間隔が短いと「この前頑張ったばかりなのに、なんでこんなに、すぐまた走らなきゃならないんだよーっ!」と、出走頭数が多く道中、前や周りにいっぱい馬がいると「ああ、ごちゃごちゃしてんなあ…」と表現している。さらに、井崎はゴールドシップについて、勝つレースは3コーナーからロングスパートをかけ、直線先頭に立ってから、二枚腰を使って後続をさらに突き放す。こんな豪快な勝ち方をする馬は滅多におらず、そんなに強いのに時折ポカをする馬、言ってみれば、ディープインパクトのロングスパートと、オルフェーヴルの時折ポカが混じったタイプなのかもしれないと表現している。

### 人気と異名
ゴールドシップは、その名の通りの「黄金船」 や、父・ステイゴールド、母の父・メジロマックイーンからくる自身の血統から「黄金配合」 という異名があった。後年島田が前述のエッセイ で、デビュー戦から4歳時の阪神大賞典までと、天皇賞（春）で一度不沈艦は沈んだが、次走の宝塚記念で蘇った姿が『不沈艦ゴールドシップ』、圧倒的な強さと、信じがたい惨敗の繰り返し、4歳夏までの優等生振りが一転して、浮き沈みの日々を送ることとなった4歳秋以降を「猛獣ゴルシ」と表現 している。デビュー戦から4歳時の宝塚記念までは、13戦して【9 2 0 2】（【】内の数字は左から、1、2、3着、4着以下） なのに対し、4歳秋の京都大賞典から引退レースとなった6歳時の有馬記念までは、15戦して【4 1 2 8】 という成績を残している。これについて、島田は前述のエッセーの冒頭と文末に次のように掲載している。
また、圧倒的な強さで勝利した姿と、その反面信じがたい惨敗した姿を見せたことで、出走したレース28戦中1番人気が15回、2番人気が10回 と高い人気を誇り、有馬記念後の引退式には、4万人もの観客が残り、多くのファンに愛された。
競走馬を引退してから6年後の2021年12月、ドワンゴとピクシブが共同企画している「ネット流行語100 2021」の第5位にゴールドシップが選ばれた。これは、2021年2月に配信開始されたスマートフォン・PC向けゲームアプリ「ウマ娘 プリティーダービー」に、本馬をモチーフとしたキャラクター（ウマ娘と呼ばれる）が登場したことで再注目されたことによる。

## 血統表
| ゴールドシップの血統                       | ゴールドシップの血統                                          | ゴールドシップの血統                   | （血統表の出典）                       | （血統表の出典）  |
| 父系                                       | サンデーサイレンス系                                          | サンデーサイレンス系                   | サンデーサイレンス系                   | [ § 2 ]           |
| 父 ステイゴールド 1994 黒鹿毛 北海道白老町 | 父の父*サンデーサイレンス Sunday Silence 1986 青鹿毛 アメリカ | Halo                                   | Hail to Reason                         | Hail to Reason    |
| 父 ステイゴールド 1994 黒鹿毛 北海道白老町 | 父の父*サンデーサイレンス Sunday Silence 1986 青鹿毛 アメリカ | Halo                                   | Cosmah                                 |                   |
| 父 ステイゴールド 1994 黒鹿毛 北海道白老町 | 父の父*サンデーサイレンス Sunday Silence 1986 青鹿毛 アメリカ | Wishing Well                           | Understanding                          | Understanding     |
| 父 ステイゴールド 1994 黒鹿毛 北海道白老町 | 父の父*サンデーサイレンス Sunday Silence 1986 青鹿毛 アメリカ | Wishing Well                           | Mountain Flower                        |                   |
| 父 ステイゴールド 1994 黒鹿毛 北海道白老町 | 父の母ゴールデンサッシュ 1988 栗毛 北海道白老町               | *ディクタス Dictus                     | Sanctus                                | Sanctus           |
| 父 ステイゴールド 1994 黒鹿毛 北海道白老町 | 父の母ゴールデンサッシュ 1988 栗毛 北海道白老町               | *ディクタス Dictus                     | Dronic                                 |                   |
| 父 ステイゴールド 1994 黒鹿毛 北海道白老町 | 父の母ゴールデンサッシュ 1988 栗毛 北海道白老町               | ダイナサッシュ                         | *ノーザンテースト                      | *ノーザンテースト |
| 父 ステイゴールド 1994 黒鹿毛 北海道白老町 | 父の母ゴールデンサッシュ 1988 栗毛 北海道白老町               | ダイナサッシュ                         | *ロイヤルサッシュ                      |                   |
| 母 ポイントフラッグ 1998 芦毛 北海道門別町 | 母の父メジロマックイーン 1987 芦毛 北海道浦河町               | メジロティターン                       | メジロアサマ                           | メジロアサマ      |
| 母 ポイントフラッグ 1998 芦毛 北海道門別町 | 母の父メジロマックイーン 1987 芦毛 北海道浦河町               | メジロティターン                       | *シェリル                              |                   |
| 母 ポイントフラッグ 1998 芦毛 北海道門別町 | 母の父メジロマックイーン 1987 芦毛 北海道浦河町               | メジロオーロラ                         | *リマンド                              | *リマンド         |
| 母 ポイントフラッグ 1998 芦毛 北海道門別町 | 母の父メジロマックイーン 1987 芦毛 北海道浦河町               | メジロオーロラ                         | メジロアイリス                         |                   |
| 母 ポイントフラッグ 1998 芦毛 北海道門別町 | 母の母パストラリズム 1987 黒鹿毛 北海道静内町                 | *プルラリズム Pluralisme               | The Minstrel                           | The Minstrel      |
| 母 ポイントフラッグ 1998 芦毛 北海道門別町 | 母の母パストラリズム 1987 黒鹿毛 北海道静内町                 | *プルラリズム Pluralisme               | Cambretta                              |                   |
| 母 ポイントフラッグ 1998 芦毛 北海道門別町 | 母の母パストラリズム 1987 黒鹿毛 北海道静内町                 | トクノエイティー                       | *トライバルチーフ                      | *トライバルチーフ |
| 母 ポイントフラッグ 1998 芦毛 北海道門別町 | 母の母パストラリズム 1987 黒鹿毛 北海道静内町                 | トクノエイティー                       | アイアンルビー                         |                   |
| 母系(F-No.)                                | 星旗系(FN:16-h)                                               | 星旗系(FN:16-h)                        | 星旗系(FN:16-h)                        | [ § 3 ]           |
| 5代内の近親交配                            | Northern Dancer 5×5、Princely Gift 5×5                        | Northern Dancer 5×5、Princely Gift 5×5 | Northern Dancer 5×5、Princely Gift 5×5 | [ § 4 ]           |
| 出典                                       | 1. 2. 3. 4.                                                   | 1. 2. 3. 4.                            | 1. 2. 3. 4.                            | 1. 2. 3. 4.       |

### スイートフラッグ
小林英一は、スイートフラッグという競走馬に魅了された。スイートフラッグは1964年に下総御料牧場で生産され、シンボリ牧場、和田共弘が所有した。1969年の牝馬東京タイムズ杯や1970年の金杯（東）など7勝、1967年の桜花賞で優勝したシーエースに次ぐ2着、優駿牝馬（オークス）では3着の成績を残した。主戦騎手は、野平祐二である。
1988年に馬主資格を取得した小林は、付き合いのある石栗龍雄調教師を通じて、スイートフラッグと同じ系統の馬を探した。すると静内町の岡田牧場にて、パストラリズムという牝馬が見出された。スイートフラッグの母、風玲を曾祖母（3代母）に持っており、小林はすぐに購入を決意。石栗のもとに預けられ、1990年に競走馬としてデビューした。函館競馬場で横山典弘を背に未勝利戦、500万円以下と連勝し19戦2勝で引退、門別町の出口牧場で繁殖牝馬となった。小林は以後、多くの繁殖牝馬を所有することなく、パストラリズムの系統に傾倒していった。
1998年3月23日、出口牧場でポイントフラッグが誕生した。競走馬として須貝彦三厩舎に属し、小林が所有。2000年に京都競馬場でデビューし、チューリップ賞（GIII）で2着、桜花賞、優駿牝馬、エリザベス女王杯と牝馬GIに出走するなど15戦1勝で引退。繁殖牝馬となった。

### 主な近親
- 祖母パストラリズム[164]、母ポイントフラッグ[165]、ゴールドシップ[1] と3代に渡って小林英一が所有している。
- ポイントフラッグは須貝彦三厩舎に所属し、中央競馬で1勝[165]。2001年のチューリップ賞2着、フローラステークス5着[165][注 21]。
- 3代母トクノエイティーの産駒にスーパータマモ（サファイヤステークス3着）[166]、トクノエイティーの孫にキオイスマート（平地競走5勝、障害競走1勝）[167] などがいることが挙げられる程度で、近親から目立った活躍馬は出ていない。
- 母系を遡ると日本の土着牝系のひとつであり、下総御料牧場の基礎輸入牝馬の1頭である星旗へ行き着く[168]。この星旗はゴールドシップの8代母にあたる[168]。7代母月城（競走馬名クレオパトラトマス）は1935年東京帝室御賞典、1936年農林省賞典牝馬競走・横浜特別優勝馬。6代母梅城（競走馬名ハマカゼ）は1948年桜花賞、1949年京都記念（春）優勝馬。